# Siganar Katakal
Pour les articles homonymes, voir Siganar.
Siganar Katakal est un village du Sénégal situé en Basse-Casamance. Il fait partie de la communauté rurale d'Oukout, dans l'arrondissement de Loudia Ouoloff, le département d'Oussouye et la région de Ziguinchor.
Lors du dernier recensement (2002), la localité comptait 290 habitants et 40 ménages.